# Dun Kraiknish
Dun Kraiknish (auch Loch Eynort genannt) ist ein Promontory Fort etwa 1,5 km westlich von Kraiknish, im Süden von Bracadale auf der schottischen Insel Skye in Argyll and Bute. Das ruinierte Fort liegt etwa 16 Meter über dem Meer, an der Südseite der Mündung des Loch Eynort.
Seitlich hat der Felsen eine Höhe von etwa 7,5 m. Auf der Landseite im Südosten ist er etwa 4,5 bis 5,0 m hoch und steil. Die Einhegung besteht aus einer am Rand des Felsens errichteten und einer am Hang entlang zur Landseite verlaufenden Mauer, deren Enden auf den Flanken des Felsens ruhen.
Die Innenwand, die einen dreieckigen etwa 17,6 × 16,4 m messenden Bereich umschließt, ist an der Meerseite beinahe verschwunden. Auf der Landseite, deren Abschnitt größtenteils durch lose Steine verborgen ist, weist sie eine Resthöhe von etwa 1,2 m (innen) und 2,1 (außen) auf. In der Mitte ist die breiteste Stelle, sie ist 3,25 m dick. Sie schwächt sich zu den Seiten hin ab. Der Zugang, mit einer Wächterzelle (englisch guard-cell) scheint 1,5 m breit gewesen zu sein.
In der Nähe liegen Dun Merkadale und Dun Sleadale.